# Bases de Constitución Federal
Las Bases de Constitución Federal fue un documento provisional de las Provincias Unidas del Centro de América, vigente de diciembre de 1823 a noviembre de 1824 que se mantuvo en vigencia mientras la Asamblea Nacional Constituyente aprobaba la Constitución de Centroamérica.

## Antecedentes
Desde el 15 de septiembre de 1821, al declarar la Independencia de Guatemala de España, la Diputación Provincial de Guatemala había planteado la idea de reunir, en 1822, un Congreso constituyente en la capital guatemalteca para decidir sobre la Independencia absoluta, con representantes de las diversas provincias que hasta 1820 habían formado el Reino de Guatemala. Esta idea no se materializó entonces, debido a los recelos y la situación interna de las provincias convocadas y a la anexión al Imperio establecido en México por Agustín de Iturbide. Sin embargo, el 29 de marzo de 1823, enterado de la crisis de la Monarquía en México, el Jefe Político Superior de Guatemala, Vicente Filísola convocó a elecciones para elegir diputados a un Congreso.
De conformidad con esta decisión, el 24 de junio siguiente, se inauguró en la Nueva Guatemala de la Asunción, una asamblea con representantes de Guatemala, San Salvador, Comayagua y Nicaragua, bajo la presidencia del clérigo salvadoreño José Matías Delgado y León. El 1 de julio, estos diputados declararon que las provincias del antiguo Reino de Guatemala eran libres e independientes de España, México y cualquier otra potencia, con el nombre de Provincias Unidas del Centro de América. El 2 de julio, los diputados se declararon constituidos en Asamblea Nacional Constituyente y proclamaron que en ella residía la soberanía nacional. 
Aunque Costa Rica también fue invitada a elegir diputados, las autoridades costarricenses decidieron no participar en la asamblea hasta que no se retirasen de Guatemala las tropas mexicanas estacionadas allí. El Congreso Provincial de Costa Rica acordó el 22 de julio de 1823 que se eligiesen Diputados a la Constituyente y el 8 de octubre siguiente se pronunció a favor de la anexión de Costa Rica a las Provincias Unidas, pero con la salvedad de que mientras no se prestase el juramento de fidelidad correspondiente, no se acatarían las disposiciones de la Asamblea centroamericana. El 10 de octubre, el Congreso Provincial clausuró sus sesiones, por considerar cumplida la misión que le había asignado el Segundo Estatuto Político.

## Preparación y fuentes
Desde el 2 de julio de 1823, la Asamblea Constituyente había puesto temporalmente en vigencia la Constitución de 1812; sin embargo, pronto nombró una comisión para redactar un proyecto de Constitución. Esta comisión, formada por cuatro diputados de ideología liberal, trabajó primero en un documento denominado «Bases de Constitución Federal», en el que se recogían los principios fundamentales de la futura Carta fundamental y se delineaba la organización del gobierno.
Aunque también tuvieron a la vista la Constitución de 1812, la Constitución de Portugal de 1822, los textos constitucionales federales y unitarios de Colombia y las Constituciones de Francia; el principal modelo utilizado por los miembros de la comisión redactora fue la Constitución promulgada en 1787 por los Estados Unidos de América, cuyo éxito había sido indiscutible. La comisión pareció creer que el progreso y la paz de los Estados Unidos estaban determinados directamente por su forma de organización, sin tomar en consideración que respondía a una realidad social y económica muy distinta de la de Centroamérica, ni las considerables diferencias que existía entre la tradición política y jurídica de ambos países. Para peores, no se limitaron a inspirarse en las disposiciones de la Carta americana, sino que introdujeron en el modelo una serie de cambios muy poco felices, sobre todo en la parte orgánica. Documentos más cercanos a la idiosincrasia centroamericana, como la Constitución de 1812 o la portuguesa de 1822 solamente sirvieron de referencia para aspectos secundarios. El resultado de todo esto, según indicó años más tarde el diplomático Felipe Francisco Molina y Bedoya, hijo de uno de los miembros de la comisión redactora, fue un «aborto monstruoso que sólo en la estructura exterior se asemejaba a las instituciones que se tomaron por modelo».
El 25 de octubre de 1823, la comisión redactora presentó las Bases de Constitución Federal al plenario de la Constituyente. El 17 de diciembre siguiente, la Asamblea dispuso hacer circular el texto e invitó a las Provincias Unidas a formular y presentar observaciones o propuestas de modificación. 

## Contenido
Las Bases de Constitución Federal se dividían en 45 artículos, distribuidos en diez partes o secciones sin numeración.
La primera sección, que no llevaba titulación, consagraba la independencia del país, con el nombre de Estados Federados del Centro de América, se refería a la soberanía nacional, la división tripartita de poderes, el afianzamiento de los derechos del hombre y el ciudadano y la adopción de un sistema de gobierno republicano, representativo y federal. Indicaba que la religión sería la católica, con exclusión del ejercicio público de cualquiera otra, lo cual implícitamente autorizaba el ejercicio privado de otros credos.
La segunda sección se refería al Poder Legislativo, que residiría en una sola cámara, denominada Congreso Federal, elegida sobre base numérica y renovable por mitades cada año, cuya función principal sería aprobar las leyes federales. 
La tercera sección regulaba el Senado, compuesto por Senadores elegidos popularmente y renovable por tercios cada año. Al contrario de lo que ocurría en el sistema americano, donde el Congreso estaba formado por dos Cámaras, una de Representantes y otra de Senadores, las Bases diseñaban un sistema unicameral, ya que el Senado no tendría iniciativa en la formación de la ley, sino que se limitaría a darle o negarle la sanción. Le corresponderían además funciones de consejero forzoso del Poder Ejecutivo y algunas potestades contraloras.
La cuarta sección versaba sobre el Poder Ejecutivo, que ejercería un Presidente elegido popularmente cada cuatro años, con posibilidad de ser reelegido para el período inmediato siguiente. El presidente tendría muy limitados poderes, ya que no podría vetar los proyectos de ley y se limitaría a publicar los sancionados y cuidar de su observancia y del orden público, así como a dirigir la fuerza armada de la Federación. Para entablar negociaciones diplomáticas debería consultar al Senado, que además le propondría ternas para efectuar los nombramientos de funcionarios federales. En falta del Presidente haría sus veces un Vicepresidente, elegido conjuntamente con él, y que además presidiría el Senado, aunque solamente podría votar en caso de empate.
La quinta sección regulaba el Poder Judiciario. El máximo órgano de éste sería una Suprema Corte de Justicia kiformada por individuos elegidos popularmente y renovables por tercios cada dos años, que tendría las funciones de tribunal de última instancia en ciertos casos y a la que correspondería conocer de las causas contra el presidente y otros altos funcionarios. Se establecería el jurado, así como tribunales de apelación. Todos los ciudadanos, sin distinción alguna, estarían sometidos al mismo orden de procedimientos y juicios, es decir, se suprimirían los fueros eclesiástico y militar.
La sexta sección se refería al Poder Legislativo de cada uno de los Estados federados. Estos tendrían un Congreso análogo al federal, compuesto por representantes elegidos popularmente. Al primer Congreso le correspondería formar la Constitución particular del Estado, y a él y los sucesivos la elaboración de las leyes.
La séptima sección versaba sobre el Consejo Representativo, órgano de elección popular que en cada Estado daría la sanción o veto a las leyes aprobadas por el Congreso estatal y tendría otras funciones análogas a las del Senado federal.
La octava sección se refería al Poder Ejecutivo de los Estados, que ejercería un Jefe elegido popularmente. En su falta haría sus veces un Segundo Jefe, también elegido popularmente, que presidiría el Consejo Representativo, aunque sufragaría solamente en caso de empate. 
La novena sección regulaba el Poder Judiciario de los Estados federados. En cada uno de éstos habría una Corte Superior de Justicia formada por jueces elegidos popularmente, que sería el tribunal de última instancia y a la cual correspondería hacer efectiva la responsabilidad de los altos funcionarios estatales.
La décima y última sección contenía disposiciones generales y enumeraba una serie de derechos y libertades públicas de la tradición liberal.

## Unión de Costa Rica a las Provincias Unidas
En marzo de 1824 tomaron asiento en la Asamblea los representantes costarricenses y a solicitud suya, el 4 de ese mes, el cuerpo constituyente declaró que la provincia de Costa Rica quedaba incorporada a la República del Centro y era una parte integrante de ella bajo el sistema adoptado en las Bases de Constitución Federal. La misma declaratoria indicó que las autoridades establecidas en Costa Rica continuarían en sus funciones hasta que se estableciesen las que debían regirla conforme a las Bases. 

## LasBasescomo Constitución provisional
Aunque las Bases habían sido emitidas solamente como una propuesta de esquema para la futura Constitución centroamericana, la provincia de El Salvador, cuyas autoridades eran decididas partidarias de un sistema federal, se apresuró a convocar un congreso constituyente para emitir su constitución conforme al documento. Ante ese hecho, el 5 de mayo de 1824, la Asamblea Constituyente acordó facultar a las Provincias para elegir congresos y organizar sus autoridades de conformidad con las Bases de Constitución Federal, y además convocó a elecciones para las futuras autoridades federales, aunque todavía no se había emitido la Carta fundamental. Estas decisiones hicieron que el texto de las Bases empezase a adquirir positividad y se elevase de la condición de simple anteproyecto a la de una verdadera Constitución provisional, cuya vigencia se mantendría mientras la Asamblea aprobaba la Constitución definitiva. Además, las Bases, a pesar de sus defectos, quedaron irreversiblemente convertidas en el modelo principal de la futura Carta fundamental.

## Vigencia en Costa Rica
La provincia de Costa Rica procedió a sustituir su organización gubernamental, derivada del Segundo Estatuto Político de 1823, por la delineada en las Bases de Constitución Federal. En junio de 1824, la Junta Superior Gubernativa presidida por el presbítero Manuel Alvarado Hidalgo convocó a elecciones para un Congreso Constituyente, que inauguró sus sesiones en San José el 6 de septiembre siguiente y eligió como jefe de Estado provisional a Juan Mora Fernández, quien tomó posesión el 8 de ese mes. Como segundo jefe, también provisional, fue elegido Mariano Montealegre Bustamante.
Las Bases de Constitución Federal estuvieron vigentes hasta la emisión de la Constitución de la República Federal de Centroamérica, aprobada por la Asamblea Nacional Constituyente el 22 de noviembre de 1824.